# Izba Ławnicza w Krakowie
Izba Ławnicza – jedna z sal reprezentacyjnych dawnego krakowskiego ratusza na Rynku Głównym
Izba Ławnicza byłą równie okazała co Izba Pańska. Zaczęła funkcjonować w 1563 (po wcieleniu Domu Ławników do ratusza), a istniała do wyburzenia ratusza w 1820. Niewielkie portrety królewskie zdobiły jej ściany. Galeria portretów sztalugowych po wyburzeniu ratusza trafiła do Instytutu Technologii, a następnie do krakowskiego Magistratu przy Placu Wszystkich Świętych.